# Biblioteca mineral
As bibliotecas minerais  são aquelas que predominam o uso de tabletes de argila como suporte de escrita. Um exemplo notável é a Biblioteca de Nínive, fundada pelo rei Assurbanipal II na cidade de Nínive, que abrigava cerca de 25.000 tábuas e é considerada uma das primeiras bibliotecas conhecidas.
Outro exemplo é a Biblioteca de Ebla, na Síria, com aproximadamente 16.000 tábuas, sendo que apenas uma pequena porcentagem não tratava de assuntos administrativos. 
A Biblioteca de Nippur, também em Ebla, continha cerca de 15.000 tábuas, representando outro importante exemplo desse tipo de biblioteca. 
É na Mesopotâmia que foram encontrados os primeiros indícios da existência de uma biblioteca. São bibliotecas de argila, material abundante na região, e que possibilitava formar pequenos blocos ou tabuletas, que eram inscritos em escrita cuneiforme . A Mesopotâmia abrigou vários povos, como os sumérios a quem se atribui o desenvolvimento da escrita, os assírios e os caldeus, entre outros.
Biblioteca de Ebla, 3.000 a.C.
Gilgamesh
A cidade de Ebla, em 3.000 a.C., na Síria, abrigou uma das primeiras bibliotecas primitivas. Continha tábulas de argila com textos administrativos, literários, religiosos e registros de cálculos aritméticos, de astronomia, geométricos, trigonométricos, etc.) A escrita era cuneiforme e a língua, eblaíta . Há registros do que teria a primeira obra literária escrita: a epopéia de Gilgamesh .
Sua descoberta se deve à missão arqueológica italiana de Paolo Matthiae, que escavou o sítio entre 1974 e 1976 . Para muitos estudiosos esta é a primeira biblioteca que existiu como tal. A biblioteca de Ebla introduz a concepção das bibliotecas enciclopédicas, 300 anos antes de Alexandria. Era composta de 22.000 tabuletas de argila, embora pudesse existir papiros, quadros de madeira e de cera. Organizada utilizando-se “colofões” . A segurança era preocupação, o rei Assurbanipal seria avisado em caso de furto. Os deuses também cuidariam dos ladrões, Ashur e Ninlil “apagariam seus nomes, sua sementes, na terra” .
Biblioteca de Nippur, 3.000 a.C.
Em Nippur foram descobertas, cerca de 30 mil tabuletas, inteiras e em fragmentos, o que se deduz terem pertencido a uma biblioteca. Encontraram-se tabuletas com dados gerais  sobre as obras como informações sobre autor, número de linhas e diversas informações complementares do documento. Pela primeira vez, há o emprego de colofões, que marcaram a organização de bibliotecas durante muito tempo.